# إد هاربر
إد هاربر هو سياسي كندي، ولد في 9 أبريل 1931 في تورونتو في كندا. حزبياً، نشط في حزب الإصلاح الكندي. وقد انتخب عضو مجلس العموم الكندي.